# Świdrowiec nagany
Świdrowiec nagany (Trypanosoma brucei) lub (Trypanosoma brucei brucei) – gatunek świdrowca z rodziny świdrowców. Pasożyt ten został odkryty i po raz pierwszy uznany za czynnik etiologiczny nagany u cieląt przez sir Davida Bruce’a w 1894 roku.
Długość ciała waha się od 12 do 35 µm, szerokość 1,5 do 4 µm. Porusza się za pomocą wici. Charakteryzuje się wrzecionowatym kształtem. W obrębie gatunku może występować znaczny poliformizm. T. brucei w krwi obwodowej może występować w dwóch formach:
- forma krótka, szeroka, bez wolnej wici[1].
- forma długa, wąska z wolną wicią o długości połowy bądź 1/3 długości ciała pasożyta[1].

Wywołuje u zwierząt (jako jeden z trzech świdrowców) chorobę nagana. Jest przenoszony przez muchy z rodzaju tse-tse takie jak: Glossina morsitans, Glossina pallidipes, Glossina swynnertoni. Pasożytuje w osoczu krwi, chłonce oraz w płynie mózgowo-rdzeniowym. U kotów występuje tylko we krwi. Rezerwuarem pasożyta są dzikie przeżuwacze, głównie antylopy.
Rozwój T. brucei odbywa się u dwóch żywicieli – najprzód w organizmie kręgowca, gdzie następuje rozmnażanie przez podział podłużny, potem u drugiego żywiciela, którym jest bezkręgowiec – gdzie tworzą się inwazyjne formy metacykliczne trypomastigota powstające podczas podziału podłużnego i jednoczesnej niepełnej cyklomorfozy przechodząc poprzez stadium crithidia.